# ديف جورجر
ديف جورجر (بالإنجليزية: Dave Joerger)‏ مواليد 21 يناير 1974 في ستابليس، هو مدرب كرة سلة أمريكي ولاعب سابق. يدرب سكرامنتو كينغز في الرابطة الوطنية لكرة السلة.

## إحصائيات المسيرة
| الفريق         | السنة   | G   | W   | L   | W–L% | النهاية | PG | PW | PL | PW–L% | النتيجة                  |
| -------------- | ------- | --- | --- | --- | ---- | ------- | -- | -- | -- | ----- | ------------------------ |
| ميمفيس غريزليس | 2013–14 | 82  | 50  | 32  | .610 | 3       | 7  | 3  | 4  | .429  | خسر في الجولة الأولى     |
| ميمفيس غريزليس | 2014–15 | 82  | 55  | 27  | .671 | 2       | 11 | 6  | 5  | .545  | خسر في نصف نهائي القسم   |
| ميمفيس غريزليس | 2015–16 | 82  | 42  | 40  | .512 | 3       | 4  | 0  | 4  | .000  | خسر في الجولة الأولى     |
| سكرامنتو كينغز | 2016–17 | 82  | 32  | 50  | .390 | 3       | —  | —  | —  | —     | غاب عن الأدوار الإقصائية |
| المسيرة        | المسيرة | 328 | 179 | 149 | .546 |         | 22 | 9  | 13 | .409  |                          |

## روابط خارجية
- ديف جورجر على موقع سبورتس رفرنس (الإنجليزية)